# Седам слободних вештина
У средњем веку, израз седам слободних вештина (лат. septem artes liberales) користио се да означи образовни програм који су похађали свештеници пре него што би се прикључили универзитетским студијама. У општем случају, слободне вештине су обухватале оне активности које су захтевале искључиво интелектуални напор, за разлику од „механичких вештина“ које су тражиле употребу физичке снаге. У савременом образовању, слободне вештине подразумевају изучавање књижевности, страних језика, филозофије, историје, математике, и науке.

## Историја
Више школе у Римском царству биле су отворене за свакога ко је могао да плати школарину и добијале су велику новчану помоћ од државе. Њихов задатак био је да обучавају правнике и друге службенике. Зато се у њима највише полагало на учење убедљивог јавног говора па су назване реторским школама. 
У њима се изучавало седам слободних вештина: граматика, реторика, дијалектика, геометрија, математика, астрономија и музика. Боеције је поделио ове вештине у две групе тако да прве три чине тропуће (trivium) а преостале четири чине четворопуће (quadrivium). 
Римске школе нестале су убрзо након пада Римског царства у свим деловима Европе. Међутим, у Италији оне су наставиле да се развијају. Тамо је римско право остало на снази и правници су се даље обучавали у реторским школама. Ове школе такође су образовале и професионалне писце писама који су опслуживали неписмено становништво. Начин рада као и предмети који су се изучавали у овим школама послужили су као извор за црквене школе које су се постепено развијале у осталим деловима западне Европе.
Подела на седам слободних вештина потиче из раносредњовековног трактата Марцијана Капеле Мистично Венчање Филологије и Меркура (De nuptiis Philologiae et Mercurii, 400–439), а за њихово груписање у тривијум и квадривијум (у VI веку) заслужни су Касиодор и Боетије. Захваљујући списима Беде Пречасног (Венерабилиса) и Исидора из Севиље курикулум који се базира на слободним вештинама уводи се у манастирске школе (нарочито у Британији). Полазећи са становишта да је изучавање слободних вештина предуслов за разумевање хришћанске доктрине, енглески монах Алкуин је на тој основи развио програм дворске школе Карла Великог у Ахену (крај VIII века) и тако успоставио мост између античке културе и средњовековних универзитета. Значајан допринос развоју слободних вештина дао је и Герберт из Оријака (папа Силвестар II) који је током боравка у Шпанији (друга половина X века) проучавао арабљанске математичке списе; на основу тих знања он је унапредио до тада релативно запостављене дисциплине квадривијума. 

### Састав образовних програма
- Тропуће:
  - Граматика - читање и писање на латинском језику
  - Реторика - изучавање хришћанске реторе (нпр. Јован Златоусти) и подучавала је надовезивању речи у говору, тј. течном говору и изражавању
  - Дијалектика- слична данашњој логици као наставном предмету
- Четворопуће:
  - Аритметика - подучава четири основне рачунске операције
  - Геометрија - важна за архитектуру
  - Астрономија - важна за израчунавање празника
  - Музика - црквена музика

## Слободне вештине у ликовним уметностима
У ликовним уметностима најчешће се приказује седам слободних вештина. Током читавог средњег века, као и у каснијим периодима, слободне вештине се обично приказују као женске фигуре са атрибутима. Структура тих персонификација установљена је већ у поменутом спису Марцијана Капеле. Карактер атрибута се временом мењао. Они су се понекад сводили на инструменте који се користе у одређеној дисциплини – лењири и шестари за геометрију, дурбин или нека друга справа за посматрање звезда за астрономију, различити музички инструменти за музику и сл. (минијатура из књиге Hortus deliciarum Хераде из Ландсберга, XII век) – а понекад су почивали на сложеним литерарним алегоријама карактеристичним за одређено време и средину; ова друга тенденција карактеристична је за представе слободних вештина у позном средњем веку, ренесанси и бароку. У функцији атрибута јављале су се и чувене личности из античког света или ближе прошлости: на Краљевском порталу катедрале у Шартру (XII век), поред персонификација слободних вештина приказан је и по један истакнути представник сваке од седам дисциплина (Квинтилијан за дијалектику, Герберт из Оријака за аритметику, Птоломеј за астрономију итд.). 
Персонификације слободних вештина приказују се као низ појединачних фигура (Ђовани Пизано, представе слободних вештина на проповедаоници катедрале у Пизи, 1302–1310; Ђовани дел Бјондо, Седам слободних вештина, друга половина XIV века, Мадрид, Прадо; бакрорези Х. З. Бехама, XVI век), у оквиру сложенијих композиција (Ботичели, Младић се упознаје са седам слободних вештина, Париз, Лувр) или сложених иконографских програма (готички портали катедрала у Шартру и Сенсу, крај XII века; Б. Пинтурикијо, представе у Борџијиним одајама у Ватикану, 1492–1495).